# Azijski kup u hokeju na travi za žene 2007.
6. Azijski kup u hokeju na travi za žene se održao 2007. godine.
Krovna međunarodna organizacija pod kojom se održalo ovo natjecanje je bila Azijska hokejska federacija.

## Mjesto i vrijeme održavanja
Održalo se u kineskom gradu s posebnim statusom, Hong Kongu od 1. do 9. rujna 2007., na igralištu Kings Park Hockey Ground.

## Natjecateljski sustav
Sudjelovalo je deset djevojčadi koje su igrale u dvjema skupinama, u kojima se igralo međusobno po jednostrukom ligaškom sustavu. Nakon toga je slijedio natjecateljski krug u kojem se igralo po kup-sustavu s doigravanjem za poredak.
5. djevojčadi iz svake skupine su međusobno igrale za 9. mjesto. 

3. i 4. djevojčad iz skupine "A" igraju unakrižno s 4. i 3. djevojčadi iz skupine "B". Pobjednice su igrale za 5., a poražene za 7. mjesto.

U poluzavršnici 1. i 2. djevojčad iz skupine "A" igraju unakrižno s 2. i 1. djevojčadi iz skupine "B". Pobjednice su igrale za zlatno, a poražene za brončano odličje.

## Sudionice
Sudjelovale su izabrane djevojčadi iz Hong Konga, Indije, Japana, Južna Koreje, Kine, Malezije, Tajlanda, Tajvana i Singapura.

## Borbe za odličja
U borbe za odličja su ušle Indija, Japan, J. Koreja i Kina.

## Konačna ljestvica
| Mj. | Djevojčad    |
| --- | ------------ |
| 1.  | Japan        |
| 2.  | Južna Koreja |
| 3.  | Kina         |
| 4.  | Indija       |
| 5.  | Malezija     |
| 6.  | Tajland      |
| 7.  | Tajvan       |
| 8.  | Hong Kong    |
| 9.  | Singapur     |

| Osvajačice Azijskog kupa 2007. |
| ------------------------------ |
| Japan Prvi naslov              |

## Nagrade i priznanja
| najbolji strijelac | najbolja igračica | najbolja vratarka |
| ------------------ | ----------------- | ----------------- |
|                    |                   |                   |

## Vanjske poveznice
- (engl.) Azijski kup